# 私立东吴大学吴兴附属中学旧址
私立东吴大学吴兴附属中学（Virginia School）旧名海岛中学，曾是美南监理会差会在中国湖州设立的一所中学。原址现位于吴兴区飞英街道塔下街社区第十二中学内。

## 历史
东吴大学附中历史可追溯到清光绪四年（1878）在江苏省嘉定县南翔镇创立的悦来书塾。1901年，美南监理会差会将部分师生迁至湖州城内马军巷，租用蔡姓民房，开设男塾华英学堂和女塾文洁女塾（取自英文Virginia谐音）。不久迁到天宁巷民房。
今日湖州市中心塔下街、眠佛寺街、人民路和广场后路之间的区域，旧地名为“海岛”，因四面环水，地势较高而得名。此处曾有历史可追溯到陈朝的湖州第一寺天宁寺，和规模宏大的府学建筑群，但在清末因太平天国战事而沦为荒场。
1902年，美南监理会差会传教士韩明德在海岛北隅兴建海岛堂。随后在扩建时，因占用府学的尊经阁遗址，导致湖州多名士绅联名上诉总理衙门，经过多年的争讼，1907年，监理会退让尊经阁遗址地块，另建吴兴县图书馆（抗战时被破坏，战后改建为吴兴县参议会）。
1905年，监理会的华英学堂和文洁女塾两校在海岛堂附近兴建校舍。次年，两校迁至海岛新校舍，文洁女塾改名湖郡女塾，位于西侧，校址现为湖州第一医院和湖州宾馆。华英学堂于1908年改名海岛中学（现湖州第十二中学校址），位于海岛东北部。1909年海岛中学魏斯德任校长时，建造教学楼斯德堂，和校长别墅“红楼”。斯德堂在日寇侵犯湖州时被毁，红楼保存至今(现湖州第十二中学校长办公楼)，
1915年，海岛中学改为“私立东吴大学附属第三中学”，与苏州一附中、上海二附中并称。1927年，该校由中国人任校长。1932年，上海二附中校舍毁于一·二八事变，并入湖州三附中，校名改称私立东吴大学吴兴附属中学。
1952年12月，湖州市政府从教会手中接管东吴附中与湖郡女中，合并成立湖州市初级中学，后发展为湖州市第二中学（高中部，1998年迁址学士路）和湖州市第十二中学（初中部，高中部迁出后更为现名，仍在原址办学）。

## 现状
私立东吴大学吴兴附属中学校址现为第十二中学，现存红楼小洋楼一座。2011年2月25日，私立东吴大学吴兴附属中学旧址（含红楼）被公布为湖州市文物保护单位。。

## 历任校长
1. 雷金贞（Lochie Rankin）
2. 魏师德
3. 凌卿云
4. 慎斐文
5. 孙闻远